# Psychotria mekongensis
Psychotria mekongensis är en måreväxtart som beskrevs av Charles-Joseph Marie Pitard. Psychotria mekongensis ingår i släktet Psychotria och familjen måreväxter. Inga underarter finns listade i Catalogue of Life.